# Gandaca harina
Gandaca harina is een vlindersoort uit de familie van de Pieridae (witjes), onderfamilie Coliadinae.

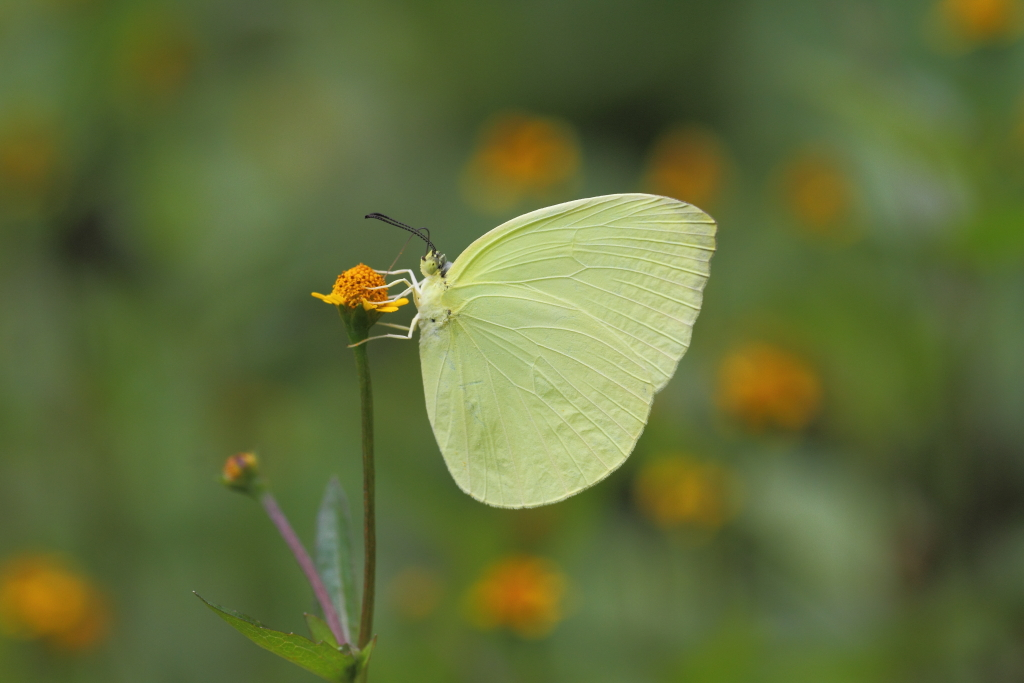

Gandaca harina werd in 1829 beschreven door Horsfield.